# Тунинген
Тунинген (нем. Tuningen) — община в Германии, в земле Баден-Вюртемберг. 
Подчиняется административному округу Фрайбург. Входит в состав района Шварцвальд-Бар. Подчиняется управлению Филлинген-Швеннинген.  Население составляет 2863 человека (на 31 декабря 2010 года). Занимает площадь 15,59 км².